# اثرات انفجارهای هسته‌ای

مجموعه‌ای از آزمایش‌های اثرات سلاح‌های هسته‌ای نوادا توسط ایالات متحده، که تشعشع‌های حرارتی اولیه را نشان می‌دهد و سپس انفجار و موج ضربهٔ آن را در مقابل انواع مختلف وسایل و زیرساخت‌ها نشان می‌دهد.

اثرات انفجار هسته ای در مجاورت آن معمولاً بسیار مخرب تر و چندوجهی تر از اثرات ناشی از مواد منفجره عادی است. در بیشتر موارد، انرژی آزاد شده ناشی از یک سلاح هسته ای منفجر شده در اتمسفر پایین را می‌توان به چهار دسته اصلی تقسیم کرد:
- موج انفجار و ضربه: ۵۰ درصد انرژی کل[۲]
- تابش گرمایی: ۳۵ درصد کل انرژی
- تشعشعات یونیزان: ۵ درصد انرژی کل (در بمب نوترونی بیشتر است)
- تابش باقیمانده: ۵ تا ۱۰ درصد کل انرژی با جرم انفجار.

بسته به طراحی سلاح و مکانی که در آن منفجر می‌شود، انرژی توزیع شده به هر یک از این دسته‌ها ممکن است به‌طور قابل توجهی بیشتر یا کمتر باشد. اثر انفجار فیزیکی با جفت شدن مقادیر بسیار زیاد انرژی که طیف الکترومغناطیسی را در بر می‌گیرد با محیط اطراف ایجاد می‌شود. محیط انفجار (به عنوان مثال زیردریا، زمین، هوا، یا خارج از جو) تعیین می‌کند که چه مقدار انرژی به صورت انفجار و چه مقدار به صورت تشعشعات آزاد می‌شود. به‌طور کلی، احاطه یک بمب با موادی مانند آب، انرژی بیشتری را جذب می‌کند و امواج ضربه ای قوی تری ایجاد می‌کند و در عین حال ناحیه اثر آن را محدود می‌کند. هنگامی که یک سلاح هسته ای فقط توسط هوا احاطه می شود، با افزایش بازده مواد منفجره، اثرات کشنده انفجاری و حرارتی به نسبت بسیار سریعتر از اثرات کشنده تشعشعات افزایش می یابد. سرعت این حباب از سرعت صوت بیشتر است. مکانیسم‌های آسیب فیزیکی یک سلاح هسته‌ای (انفجار و تشعشعات حرارتی) با مواد منفجره معمولی یکسان است، اما انرژی تولید شده توسط انفجار هسته‌ای معمولاً میلیون‌ها برابر در واحد جرم قوی‌تر است و دما برای مدت کوتاهی به ده‌ها میلیون درجه می‌رسد.
انرژی حاصل از انفجار هسته ای در ابتدا به شکل های مختلفی از تشعشعات نافذ آزاد می شود. هنگامی که مواد اطراف آن مانند هوا، سنگ یا آب وجود دارد، این تشعشع با آن برهمکنش می‌کند و به سرعت مواد را تا دمای تعادل گرم می‌کند (یعنی به طوری که ماده در همان دمای سوختی باشد که انفجار را نیرو می‌دهد). این باعث تبخیر مواد اطراف و در نتیجه انبساط سریع آن می شود. انرژی جنبشی ایجاد شده توسط این انبساط به تشکیل یک موج ضربه ای کمک می کند که به صورت کروی از مرکز منبسط می شود. تشعشعات حرارتی شدید در مرکز پایین، یک گلوله آتش هسته ای را تشکیل می دهد که اگر انفجار به اندازه کافی در ارتفاع کم باشد، اغلب با ابر قارچی همراه است. در یک انفجار در ارتفاع بالا که در آن چگالی جو کم است، انرژی بیشتری به عنوان تابش گامای یونیزه کننده و اشعه ایکس آزاد می شود تا به عنوان یک موج شوک جابجایی جو.